# Canadian Classic
Das Canadian Classic war ein von 2000 bis 2008 jährlich stattfindendes Squashturnier für Herren in Toronto, Kanada.
Von 2000 bis 2006 gehörte das Turnier, mit Ausnahme von 2004 und 2005, zur Kategorie 5 Star mit einem Preisgeld von 50.000 US-Dollar. 2004 gehörte es zur Kategorie 4 Star mit einem Preisgeld von 40.000 US-Dollar, 2005 fand es nicht statt. In der Saison 2007 war das Turnier erstmals Teil der PSA Super Series und hatte den Status Super Series Silver mit 75.000 US-Dollar. Bei der letzten Austragung 2008 war es wieder ein Turnier der Kategorie 5 Star, das Preisgeld betrug wiederum 50.000 US-Dollar.
Mit drei Titelgewinnen ist Jonathon Power Rekordsieger. Darüber hinaus stand er zwei weitere Male im Finale.

## Sieger
| Jahr | Sieger            | Finalgegner       | Ergebnis                        |
| ---- | ----------------- | ----------------- | ------------------------------- |
| 2008 | Ramy Ashour       | Amr Shabana       | 11:2, 11:8, 8:11, 11:8          |
| 2007 | Ramy Ashour       | David Palmer      | 11:7, 11:3, 11:4                |
| 2006 | Amr Shabana       | Jonathon Power    | 11:9, 11:8, 11:5                |
| 2005 | Nicht ausgetragen | Nicht ausgetragen | Nicht ausgetragen               |
| 2004 | Thierry Lincou    | Jonathon Power    | 9:11, 13:11, 11:6, 7:11, 11:8   |
| 2003 | Jonathon Power    | David Palmer      | 15:4, 12:15, 15:8, 10:15, 15:12 |
| 2002 | Jonathon Power    | Peter Nicol       | 15:8, 15:3, 16:17, 15:7         |
| 2001 | Peter Nicol       | Stewart Boswell   | 16:17, 15:11, 15:11, 15:13      |
| 2000 | Jonathon Power    | Peter Nicol       | 15:8, 15:4, 15:5                |